# マインディング
マインディング（Minding, 2013年2月10日 - ）は、鹿毛の競走馬である。主な勝ち鞍は2015年モイグレアスタッドステークス、フィリーズマイル、2016年英1000ギニー、英オークス、プリティーポリーステークス、ナッソーステークス、クイーンエリザベス2世ステークスである。

## 経歴

### 2歳時（2015年）
2015年にレパーズタウン競馬場の未勝利戦でデビューし、2着に敗れた。2戦目で勝ちあがると、3戦目のデビュータントステークス(G2)で重賞初挑戦となり、2着に敗れた。次走はG1初挑戦となるモイグレアスタッドステークス(G1)であったが、前走の勝ち馬バリードイル(Ballydoyle)を3/4馬身差退けて勝利した。更に、ライアン・ムーア騎手に乗り替わって挑んだフィリーズマイル(G1)も勝利してG1競走2勝目となった。マインディングはこの年の活躍で、カルティエ賞最優秀2歳牝馬に選出されている。

### 3歳時（2016年）
3歳初戦は英1000ギニー(G1)に出走。圧倒的1人気に支持されると、バリードイル(Ballydoyle)に3馬身半差をつけて圧勝した。この勝利をうけて、管理するエイダン・オブライエン調教師は英ダービー(G1)の可能性を残しつつも、愛1000ギニー(G1)と英オークス(G1)が目標であると示唆した。3週間後、マインディングは愛1000ギニー(G1)に出走したが、前走破ったジェットセッティング(Jet Setting)のアタマ差2着に敗れた。しかし、続く英オークス(G1)では再び圧倒的1人気に支持されると、2着馬に1馬身3/4差をつけて勝利した。
更に、古馬との初対戦となるプリティーポリーステークス(G1)で2着馬に4馬身半差をつけて勝利し、続くナッソーステークス(G1)でも後のブリーダーズカップ・フィリー&メアターフの勝ち馬クイーンズトラスト(Queen's Trust)を抑えて勝利した。G1競走3連勝となったマインディングは愛チャンピオンステークス(G1)に出走したが、勝ち馬アルマンゾルや後の凱旋門賞馬である2着馬ファウンド(Found)に敵わず3着に敗れた。その後はクイーンエリザベス2世ステークス(G1)に出走して勝利し、この年を7戦5勝で終えている。
また、この年の活躍により、カルティエ賞最優秀3歳牝馬及び年度代表馬に選出された。

### 4歳時（2017年）
7ヶ月ぶりの実戦となった4歳初戦はムーアズブリッジステークス(G2)を3馬身半差で勝利したものの、故障により現役続行を断念した。

## 競走成績
| 出走日     | 競馬場           | 競走名                 | 格 | 距離  | 着順 | 騎手           | 着差      | 1着（2着）馬      |
| ---------- | ---------------- | ---------------------- | -- | ----- | ---- | -------------- | --------- | ----------------- |
| 2015.06.11 | レパーズタウン   | 未勝利                 |    | 芝7f  | 2着  | J.ヘファーナン | 2 1/2馬身 | Tanaza            |
| 2015.06.25 | レパーズタウン   | 未勝利                 |    | 芝6f  | 1着  | J.ヘファーナン | 5 1/2馬身 | (The Yellow Bus)  |
| 2015.08.22 | カラ             | デビュータントS        | G2 | 芝7f  | 2着  | C.オドノヒュー | 2馬身     | Ballydoyle        |
| 2015.09.13 | カラ             | モイグレアスタッドS    | G1 | 芝7f  | 1着  | J.ヘファーナン | 3/4馬身   | (Ballydoyle)      |
| 2015.10.09 | ニューマーケット | フィリーズマイル       | G1 | 芝8f  | 1着  | R.ムーア       | 4 1/2馬身 | (Nathra)          |
| 2016.05.01 | ニューマーケット | 英1000ギニー           | G1 | 芝8f  | 1着  | R.ムーア       | 3 1/2馬身 | (Ballydoyle)      |
| 2016.05.22 | カラ             | 愛1000ギニー           | G1 | 芝8f  | 2着  | R.ムーア       | アタマ    | Jet Setting       |
| 2016.06.03 | エプソム         | 英オークス             | G1 | 芝12f | 1着  | R.ムーア       | 1 3/4馬身 | (Architecture)    |
| 2016.06.26 | カラ             | プリティーポリーS      | G1 | 芝10f | 1着  | R.ムーア       | 4 1/2馬身 | (Bocca Baciata)   |
| 2016.07.30 | グッドウッド     | ナッソーS              | G1 | 芝10f | 1着  | R.ムーア       | 1 1/4馬身 | (Queen's Trust)   |
| 2016.09.10 | レパーズタウン   | 愛チャンピオンS        | G1 | 芝10f | 3着  | R.ムーア       | 3 1/2馬身 | Almanzor          |
| 2016.10.15 | アスコット       | クイーンエリザベス2世S | G1 | 芝8f  | 1着  | R.ムーア       | 1/2馬身   | (Ribchester)      |
| 2017.05.01 | ネイス           | ムーアズブリッジS      | G2 | 芝10f | 1着  | R.ムーア       | 3 1/2馬身 | (Moonlight Magic) |

## 繁殖牝馬
現役引退後は繁殖牝馬として日本のノーザンファームに預託され、2019年に初仔となる父ディープインパクトの牡馬が誕生した。
翌2020年には父ディープインパクトの牝馬を出産している。
2023年8月19日に産駒ヘンリーロングフェローがフューチュリティーステークスを勝利して産駒重賞初制覇。更に9月11日にヴィンセントオブライエンステークスを勝利して産駒G1初制覇を挙げた。
|      | 馬名                 | 生年   | 性 | 毛色 | 父                 | 馬主 | 厩舎 | 戦績       | 出典  |
| ---- | -------------------- | ------ | -- | ---- | ------------------ | ---- | ---- | ---------- | ----- |
| 初仔 | マインディングの2019 | 2019年 | 牡 | 鹿毛 | ディープインパクト |      |      | （未出走） | [ 9 ] |

## 血統表
| マインディングの血統          | マインディングの血統            | マインディングの血統  | （血統表の出典）      | （血統表の出典） |
| 父系                          | サドラーズウェルズ系            | サドラーズウェルズ系  | サドラーズウェルズ系  |                  |
| 父 Galileo 1998 鹿毛          | 父の父Sadler's Wells 1981 鹿毛  | Northern Dancer       | Nearctic              | Nearctic         |
| 父 Galileo 1998 鹿毛          | 父の父Sadler's Wells 1981 鹿毛  | Northern Dancer       | Natalma               |                  |
| 父 Galileo 1998 鹿毛          | 父の父Sadler's Wells 1981 鹿毛  | Fairy Bridge          | Bold Reason           | Bold Reason      |
| 父 Galileo 1998 鹿毛          | 父の父Sadler's Wells 1981 鹿毛  | Fairy Bridge          | Special               |                  |
| 父 Galileo 1998 鹿毛          | 父の母Urban Sea 1989 栗毛       | Miswaki               | Mr Prospector         | Mr Prospector    |
| 父 Galileo 1998 鹿毛          | 父の母Urban Sea 1989 栗毛       | Miswaki               | Hopespringseternal    |                  |
| 父 Galileo 1998 鹿毛          | 父の母Urban Sea 1989 栗毛       | Allegretta            | Lombard               | Lombard          |
| 父 Galileo 1998 鹿毛          | 父の母Urban Sea 1989 栗毛       | Allegretta            | Anatevka              |                  |
| 母 Lillie Langtry 2007 黒鹿毛 | 母の父Danehill Dancer 1993 鹿毛 | Danehill              | Danzig                | Danzig           |
| 母 Lillie Langtry 2007 黒鹿毛 | 母の父Danehill Dancer 1993 鹿毛 | Danehill              | Razyana               |                  |
| 母 Lillie Langtry 2007 黒鹿毛 | 母の父Danehill Dancer 1993 鹿毛 | Mira Adonde           | Sharpen Up            | Sharpen Up       |
| 母 Lillie Langtry 2007 黒鹿毛 | 母の父Danehill Dancer 1993 鹿毛 | Mira Adonde           | Lettre d'Amour        |                  |
| 母 Lillie Langtry 2007 黒鹿毛 | 母の母Hoity Totiy 2000 黒鹿毛   | Darshaan              | Shirley Heights       | Shirley Heights  |
| 母 Lillie Langtry 2007 黒鹿毛 | 母の母Hoity Totiy 2000 黒鹿毛   | Darshaan              | Delsy                 |                  |
| 母 Lillie Langtry 2007 黒鹿毛 | 母の母Hoity Totiy 2000 黒鹿毛   | Hiwayaati             | Shadeed               | Shadeed          |
| 母 Lillie Langtry 2007 黒鹿毛 | 母の母Hoity Totiy 2000 黒鹿毛   | Hiwayaati             | Alathea               |                  |
| 母系(F-No.)                   | (FN:1-d)                        | (FN:1-d)              | (FN:1-d)              | [ § 2 ]          |
| 5代内の近親交配               | Northern Dancer S3×M5           | Northern Dancer S3×M5 | Northern Dancer S3×M5 | [ § 3 ]          |
| 出典                          | 1. 2. 3.                        | 1. 2. 3.              | 1. 2. 3.              | 1. 2. 3.         |

- 全妹に2021年アイリッシュ1000ギニーを制したエンプレスジョセフィン、2022年イギリスオークスを制したチューズデーがいる。